# Pieter van Musschenbroek

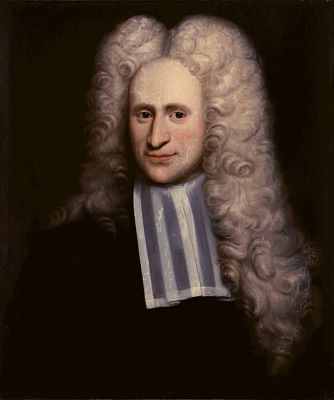
Pieter van Musschenbroek

Pieter (auch Petrus) van Musschenbroek [mʌsxənˈbɾuk], (* 14. März 1692 in Leiden; † 19. September 1761 ebenda) war ein niederländischer Mediziner und Naturwissenschaftler. Er gilt als einer der Erfinder der Leidener Flasche, heute bekannt als Kondensator.

## Leben
Als Sohn des für seine Mikroskope, Teleskope und Luftpumpen berühmten Instrumentenbauers Johann Joosten van Musschenbroek (1660–1707) kam Pieter von Kindheit an mit Technik und Naturwissenschaft in Berührung. Nach dem Abschluss der Lateinschule im Jahre 1708 nahm er das Studium der Medizin an der Universität Leiden auf und promovierte 1714 bei dem Philosophen, Physiker und Mathematiker Willem Jacob ’s Gravesande mit der Schrift  De aëris praesentia in humoribus animalibus. Anschließend ging er nach England, wo ihn besonders die Vorlesungen des Naturphilosophen John Theophilus Desaguliers und Isaac Newtons beeindruckten.
Von 1719 bis 1723 lehrte er Mathematik, Philosophie und Medizin an der Universität Duisburg. In dieser Zeit entwickelte er eine enge Korrespondenz mit dem durch seine physikalischen Instrumente bekannt gewordenen Daniel Gabriel Fahrenheit.
1723 übernahm van Musschenbroek eine Professur an der Universität Utrecht, der er in den Jahren 1729/30 auch als Rektor der Alma Mater vorstand. 1734 wurde er zum Fellow der englischen Royal Society (FRS) und zum korrespondierenden Mitglied der französischen Académie des Sciences ernannt.
1739 kehrte er nach Leiden zurück und übernahm die Nachfolge seines akademischen Lehrers ’s Gravesande. 1754 erhielt er Honorarprofessur an der Kaiserlichen Akademie der Wissenschaften in Sankt Petersburg, doch blieb er der Leidener Hochschule bis zu seinem Tode im Jahre 1761 verbunden. Hier hatte er sich auch an den organisatorischen Aufgaben der Bildungseinrichtung beteiligt und war 1743/44 Rektor der Universität.
Am 16. Juli 1724 heiratete van Musschenbroek Adriana van de Water (1694–1732), eine Tochter von Willem und Maria Ouzeel. Aus dieser Verbindung stammen die beiden Kinder Maria (1725–1767) und Jan Willem van Musschenbroek (1729–1807). Nach dem Tode seiner Frau schloss er 1738 eine zweite Ehe mit Helena Alstorphius (1692–1760), in deren Grab er auch beigesetzt wurde.

## Forschungen

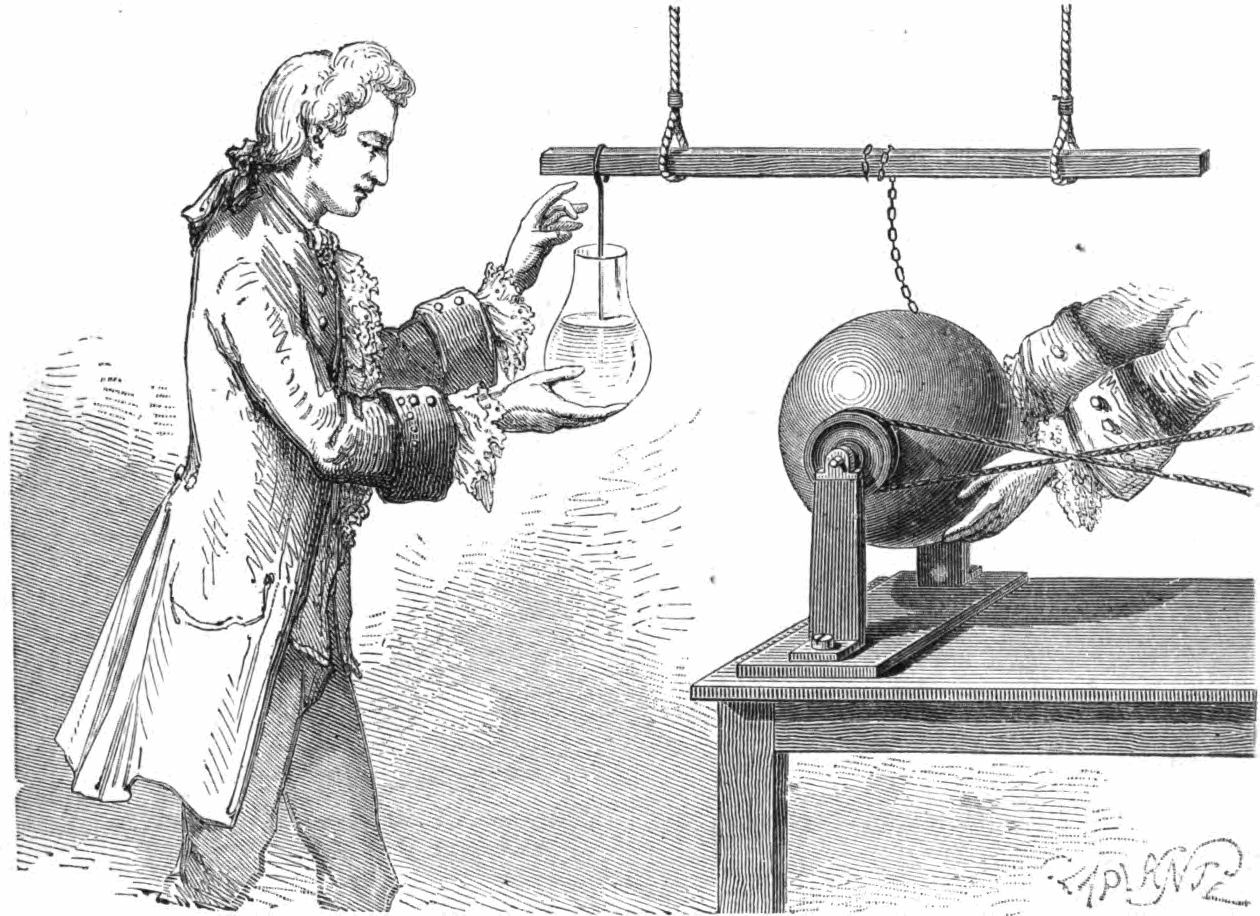
Zeitgenössische Darstellung von Cunaeus bei Arbeiten mit der Leidener Flasche

Pieter van Musschenbroek beschäftigte sich unter Betonung der Empirie vor allem mit Problemen der Elektrizität und Kapillarität. Zugleich spielte er eine wichtige Rolle bei der Verbreitung der Newtonschen Ansichten in der Physik. Bekannt sind auch seine meteorologischen Messungen zwischen 1725 und 1740.
Er erfand eine Reihe naturwissenschaftlicher Instrumente, darunter ein Tribometer zur Messung von Reibung und Verschleiß, ein Atmometer (Verdunstungsmesser) und ein als Pyrometer bezeichnetes Instrument zur Demonstration der Ausdehnung von Metallen durch Erhitzen. Besonders berühmt wurde die Leidener Flasche, eine historische Bauform des elektrischen Kondensators, die er mit Andreas Cunaeus entwickelte. Diese ist auch als Kleistsche Flasche bekannt, da sie kurz zuvor bereits von Ewald Georg von Kleist erfunden wurde.
Unter seinen zahlreichen Schriften gelten die Elementa Physicæ (1726) als besonders einflussreich.

## Werke

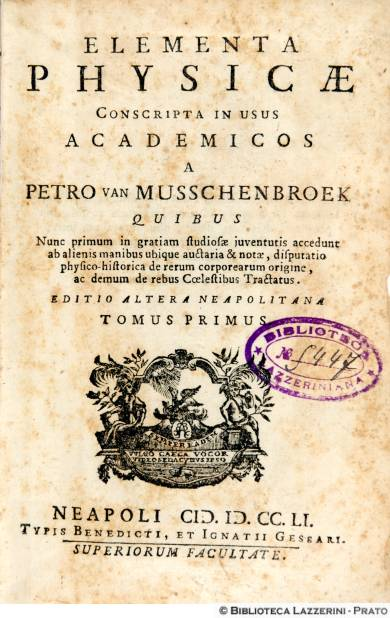
Titelblatt der Elementa Physicæ

- Elementa Physicæ Conscripta in usus Academicos (1726, Leiden 1745; archive.org, 1769 in die französische Sprache übersetzt (3 Bände))
- Physicae experimentales, et geometricae, de magnete, tuborum capillarium vitreorumque speculorum attractione magnitudine terrae, cohaerentia corporum firmorum dissertationes ut et ephemerides meteorologicae Ultrajectinae. Trattner, Wien/Prag/Triest 1729. (Digitalisat)
- Tentamina Experimentorum Naturalium Captorum In Academia Del Cimento Quibus Commentarios, Nova Experimenta, Et Orationem De Methodo Instituendi Experimenta Physica Addidit Trattner, Wien/Prag/Triest 1731. (Digitalisat der Ausg. 1756)
- Beginsels der Natuurkunde, Beschreeven ten dienste der Landgenooten, door Petrus van Musschenbroek, Waar by gevoegd is eene beschryving Der nieuwe en onlangs uitgevonden Luchtpompen, met haar gebruik tot veel proefnemingen (1736 / 1739)
- De Aeris praestantia in humoribus corporis humani (1739)
- Oratio de Sapientia Divina. Trattner, Wien/Prag/Triest 1756. (Digitalisat)
- Institutiones physicae Leiden 1748; archive.org.
- Dissertatio physica experimentalis de magnete. Leiden 1754; archive.org.
- Compendium physicae experimentalis (1762)
- Institutiones logicae (1764)